# Jennings Lodge
Jennings Lodge az Amerikai Egyesült Államok északnyugati részén, Oregon állam Clackamas megyéjében, Milwaukie és Gladstone között, a Willamette-folyó mentén elhelyezkedő statisztikai- és önkormányzat nélküli település. A 2010. évi népszámláláskor 7315 lakosa volt. Területe 4,4 km², melyből 0,3 km² vízi.
A település és a népszámlálási körzet nem teljesen fedik egymást. Ugyan Jennings Lodge közigazgatásilag nem tartozik Oregon Cityhez, a helyi és egy közeli (Candy Lane) általános iskola a város iskolakerületéhez tartoznak. Ez számos vitát generált.
Az Oregon Geographic Names leírása alapján a települést 1905-ben alapították; nevét Berryman Jennings telepesről kapta. Háza 1927-ben még leszármazottai tulajdonában volt.

## Népesség

### 2010
A 2010-es népszámláláskor  7315 lakója, 3027 háztartása és 1855 családja volt. A népsűrűség 1741,7 fő/km2. A lakóegységek száma 3203, sűrűségük 762,6 db/km2. A lakosok 87,5%-a fehér, 1,6%-a afroamerikai, 0,8%-a indián, 1,8%-a ázsiai, 0,4%-a a Csendes-óceáni szigetekről származik, 4,7%-a egyéb, 3,3%-a pedig kettő vagy több etnikumú. A spanyol vagy latino származásúak aránya 11,1% (8,7% mexikói, 0,2% Puerto Ricó-i, 0,1% kubai, 2% egyéb spanyol vagy latino származású.)
A háztartások 27,2%-ában élt 18 évnél fiatalabb. 43,5% házas, 12,5% egyedülálló nő, 5,3% egyedülálló férfi, 38,7% pedig nem család. 30% egyedül élt; 12,9%-uk 65 éves vagy idősebb. Egy háztartásban átlagosan 2,41 személy élt; a családok átlagmérete 2,98 fő.
A medián életkor 38,3 év volt. Lakóinak 20,7%-a 18 évesnél fiatalabb, 6,4% 18 és 24 év közötti, 27,5%-uk 25 és 44 év közötti, 31,2%-uk 45 és 64 év közötti, 14,2%-uk pedig 65 éves vagy idősebb. A lakosok 48,9%-a férfi, 51,1%-a pedig nő.

### 2000
A 2000-es népszámláláskor   7036 lakója, 2840 háztartása és 1800 családja volt. A népsűrűség 1675,2 fő/km2. A lakóegységek száma 3004, sűrűségük 715,2 db/km2. A lakosok 89,1%-a fehér, 0,87%-a afroamerikai, 0,47%-a indián, 1,42%-a ázsiai, 0,13%-a a Csendes-óceáni szigetekről származik, 5,3%-a egyéb-, 2,71%-a pedig kettő vagy több etnikumú. A spanyol vagy latino származásúak aránya 10,77% (8,6% mexikói, 0,1% Puerto Ricó-i, 0,2% kubai, 1,9% pedig egyéb spanyol/latino származású.)
A háztartások 30,5%-ában élt 18 évnél fiatalabb. 45,7% házas, 12,1% egyedülálló nő; 36,6% pedig nem család. 28,3% egyedül élt; 12,8%-uk 65 éves vagy idősebb. Egy háztartásban átlagosan 2,47 személy élt; a családok átlagmérete 3,03 fő.
Lakóinak 25,1%-a 18 évesnél fiatalabb, 9,8% 18 és 24 év közötti, 29,9%-uk 25 és 44 év közötti, 21,6%-uk 45 és 64 év közötti, 13,6%-uk pedig 65 éves vagy idősebb. A medián életkor 36 év volt. Minden 100 nőre 94,5 férfi jut; a 18 évnél idősebb nőknél ez az arány 91,4.
A háztartások medián bevétele 43 159 amerikai dollár, ez az érték családoknál $50 996. A férfiak medián keresete $38 850, míg a nőké $29 613. Az egy főre jutó bevétel (PCI) $19 891. A családok 10,5%-a, a teljes népesség 6,8%-a élt létminimum alatt; a 18 év alattiaknál ez a szám 15%, a 65 évnél idősebbeknél pedig 5,2%.

## Fordítás
Ez a szócikk részben vagy egészben  a   Jennings Lodge, Oregon című angol Wikipédia-szócikk ezen változatának fordításán alapul.  Az eredeti cikk szerkesztőit annak laptörténete sorolja fel. Ez a jelzés csupán a megfogalmazás eredetét és a szerzői jogokat jelzi, nem szolgál a cikkben szereplő információk forrásmegjelöléseként.